# Giải bóng đá vô địch quốc gia Turkmenistan 2017
Giải bóng đá vô địch quốc gia Turkmenistan 2017 hay Ýokary Liga 2017 là mùa giải thứ 25 của giải bóng đá chuyên nghiệp Turkmenistan, khởi tranh từ tháng 3 đến tháng 12 năm 2017. Đội 3 lần đoạt cúp Altyn Asyr là đương kim vô địch từ mùa giải 2016. Họ vẫn là đối thủ được đánh giá cao trong mùa giải.

## Thay đổi thể thức thi đấu
Sau mùa giải 2016 Yedigen không được tham gia mùa giải 2017, và không có đội bóng nào từ Birinji liga có giấy phép thi đấu ở mùa giải 2017.
Điều đó có nghĩa rằng chỉ có 9 đội tham gia thi đấu. Và không có xuống hạng ở mùa giải này.

## Đội bóng
Có tổng cộng 9 đội bóng tham gia giải đấu.
| Câu lạc bộ       | Địa điểm      | Sân vận động                         | Sức chứa | Huấn luyện viên      |
| ---------------- | ------------- | ------------------------------------ | -------- | -------------------- |
| Ahal             | Ahal Province | Sân vận động Ashgabat                | 20.000   | Ali Gurbani          |
| Altyn Asyr       | Ashgabat      | Sân vận động Ashgabat                | 20.000   | Ýazguly Hojageldiýew |
| Aşgabat          | Ashgabat      | Sân vận động Ashgabat                | 20.000   | Tofik Şukurow        |
| Balkan           | Balkanabat    | Sân vận động Thể thao Toplumy        | 10.000   | Aleksandr Klimenko   |
| Turan            | Dashoguz      | Sân vận động Sport toplumy (Daşoguz) | 10.000   |                      |
| Energetik        | Mary          | Baýramaly Sport Desgasy              | 2.000    | Rahym Gurbanmämmedow |
| Köpetdag Aşgabat | Ashgabat      | Sân vận động Köpetdag                | 26.000   | Said Seýidow         |
| Merw             | Mary          | Sân vận động Thể thao Toplumy        | 10.000   | Magtym Begenjow      |
| Şagadam          | Türkmenbaşy   | Sân vận động Şagadam                 | 5.000    | Rejepmyrat Agabaýew  |

## Bảng xếp hạng
| XH | Đội                   | Tr | T  | H | T  | BT | BB | HS  | Đ  | Lên hay xuống hạng                  |
| -- | --------------------- | -- | -- | - | -- | -- | -- | --- | -- | ----------------------------------- |
| 1  | Altyn Asyr            | 32 | 25 | 4 | 3  | 83 | 24 | +59 | 79 | Tham gia Vòng bảng Cúp AFC 2018     |
| 2  | FC Ahal               | 32 | 22 | 6 | 4  | 70 | 21 | +49 | 72 | Tham gia Vòng play-off Cúp AFC 2018 |
| 3  | Shagadam              | 32 | 19 | 3 | 10 | 55 | 32 | +23 | 60 |                                     |
| 4  | Balkan                | 32 | 14 | 5 | 13 | 54 | 47 | +7  | 47 |                                     |
| 5  | Ashgabat              | 32 | 13 | 6 | 13 | 32 | 44 | −12 | 45 |                                     |
| 6  | Energetik Türkmenbaşy | 32 | 11 | 5 | 16 | 45 | 47 | −2  | 38 |                                     |
| 7  | Kopetdag              | 32 | 9  | 6 | 17 | 35 | 55 | −20 | 33 |                                     |
| 8  | Merw                  | 32 | 10 | 3 | 19 | 34 | 61 | −27 | 33 |                                     |
| 9  | Turan                 | 32 | 1  | 2 | 29 | 12 | 89 | −77 | 5  |                                     |

Cập nhật đến 12 tháng 12 năm 2017
Nguồn: Soccerway FIFA
Quy tắc xếp hạng: 1. Điểm; 2. Hiệu số bàn thắng; 3. Số bàn thắng.
(VĐ) = Vô địch; (XH) = Xuống hạng; (LH) = Lên hạng; (O) = Thắng trận Play-off; (A) = Lọt vào vòng sau. 
Chỉ được áp dụng khi mùa giải chưa kết thúc: 
(Q) = Lọt vào vòng đấu cụ thể của giải đấu đã nêu; (TQ) = Giành vé dự giải đấu, nhưng chưa tới vòng đấu đã nêu.